# Valentin Barczewski

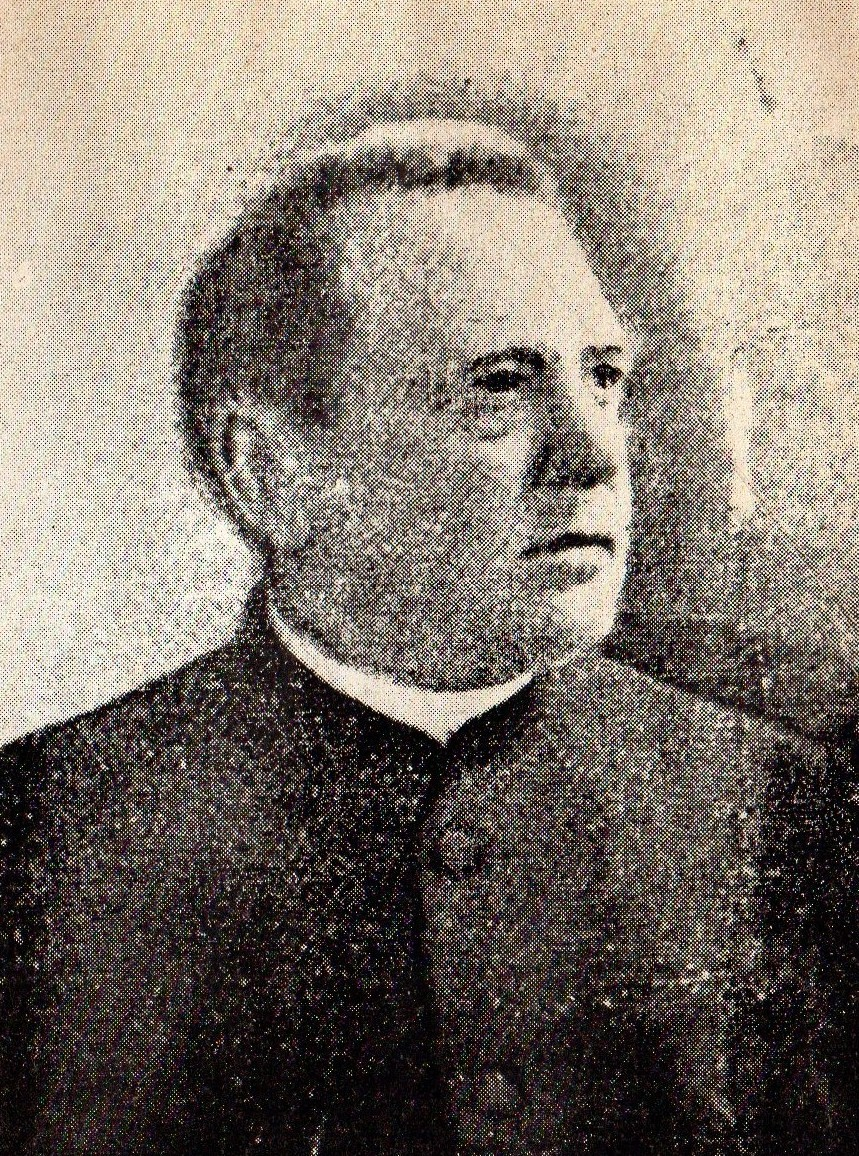
Pfarrer Valentin Barczewski

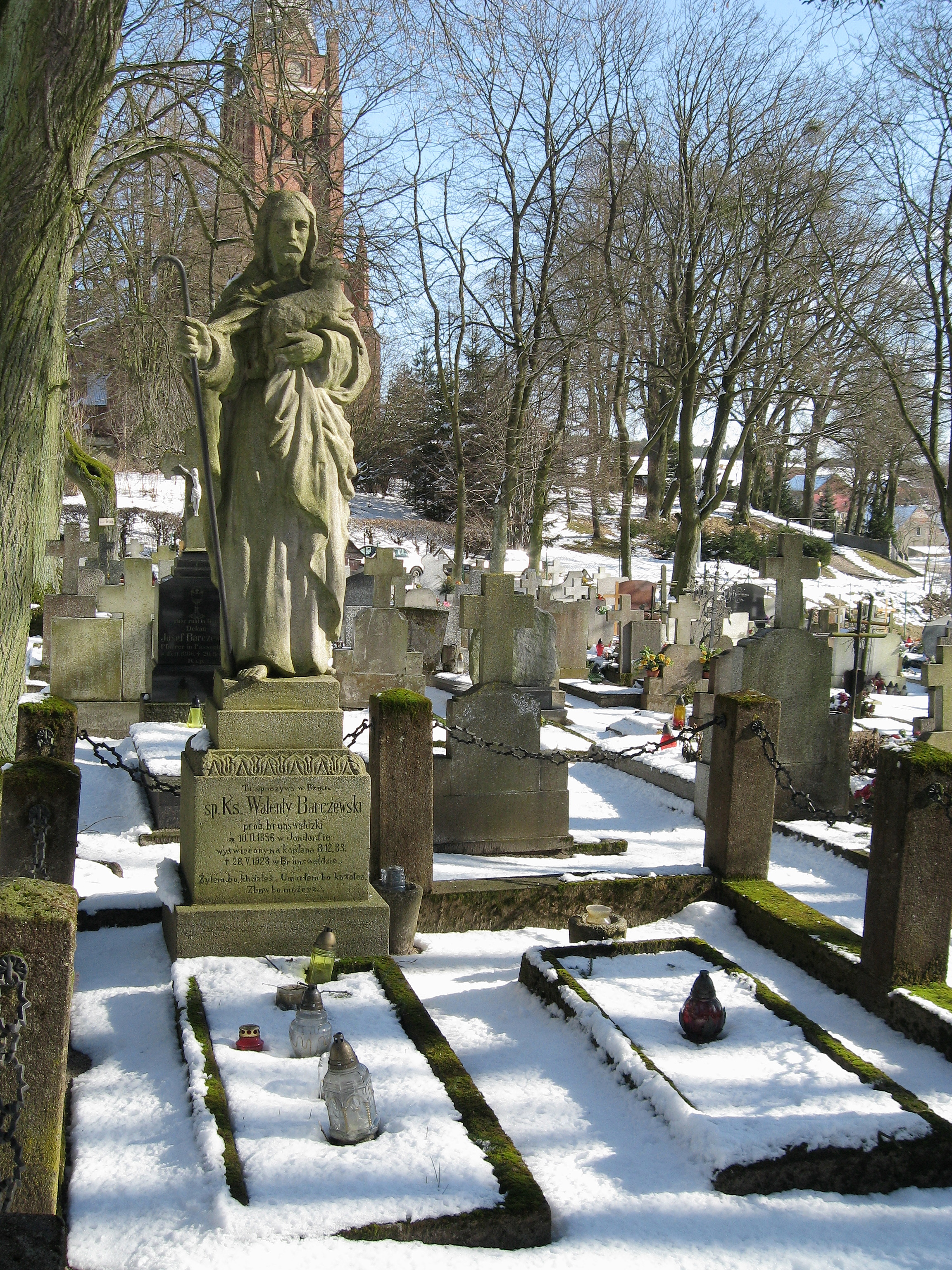
Grab von Walenty Barczewski auf dem Friedhof in Braunswalde

Valentin Barczewski, polnisch Walenty Barczewski (* 10. Februar 1856 in Jomendorf, Ermland; † 28. Mai 1928 in Braunswalde) war ein römisch-katholischer Pfarrer und ein Mitglied des Provinziallandtags der Provinz Ostpreußen (MdPl). Er setzte sich für das Polentum und die polnische Sprache im südlichen Ermland ein.

## Leben
Barczewski stammte aus einer Bauernfamilie, die sich zum Polentum bekannte. Nach dem Besuch der Gymnasien in Braunsberg, Rößel und Kulm studierte Barczewski von 1879 bis 1882 Theologie in Braunsberg. Hier wurde er aktives Mitglied der katholischen Studentenverbindung Warmia im KV und engagierte sich dort als Vorstand. Er hielt auch Vorträge, so im Wintersemester 1879–1880 einen Vortrag über „Ursprung und Erklärung einiger Sprichwörter der Slawen“. Barczewski blieb seiner Verbindung treu, auch als diese 1926 nach München verlegt wurde.
Wegen des Kulturkampfes besuchte Barczewski 1882–1883 das Priesterseminar in Eichstätt und empfing dort am 8. Dezember 1882 die Priesterweihe. Nach Kaplansjahren in verschiedenen Orten wurde Barczewski im Juli 1894 Pfarrer in Braunswalde und blieb dies bis zum Lebensende. Seine Braunswalder Pfarrgemeinde setzte ihm einen Grabstein in polnischer Sprache.

## Einsatz für das Polentum und die polnische Sprache
Bereits als Kaplan kämpfte Barczewski für den Erhalt der polnischen Sprache. Er verteilte unter seinen polnischen Gemeindemitgliedern Katechismen in polnischer Sprache und leitete von 1889 bis 1894 als Pfarrverweser der Pfarrei Willenberg bei Ortelsburg mit einem hohen polnischen Bevölkerungsanteil eine kleine Schule für Jungen zur Vorbereitung auf die höhere Schule. Seit 1888 war er Mitglied der Posener Gesellschaft für Volkslesehallen geworden und von 1914 bis 1916 Präsident dieser Gesellschaft, die vor allem polnische Literatur im Ermland unterstützte.
Barczewski war Mitarbeiter mehrerer polnischer Zeitungen und veröffentlichte – auch in Deutsch – eine Vielzahl von Artikeln und Arbeiten über Literatur, Volkstum und Geschichte des Teils des Ermlandes, in dem die Polen als Minderheit lebten.
Valentin Barczewski war 1921 bis 1925 für den Wahlkreis Allenstein ein Mitglied des Provinziallandtags der Provinz Ostpreußen (MdPl) sowie Alterspräsident des 27. Landtags bis zum 27. Juli 1921. Seit dem Jahr 1912 war Barczewski Mitglied des Zentralkomitees der Polen im Deutschen Reich. Sein Kampf für den Anschluss des Ermlands an die Zweite Republik Polen aufgrund des Versailler Vertrages blieb jedoch erfolglos. Der Kreis Allenstein, der einen polnischen Bevölkerungsanteil von 40 % hatte und dessen Kreistag Barczewski seit 1919 angehörte, votierte bei der Volksabstimmung in Ostpreußen mit nur 13 % für Polen.
Nach der verlorenen Abstimmung war Barczewski im November 1920 Mitbegründer des Verbandes der Polen in Ostpreußen und versuchte, die Rechte der polnischen katholischen Ermländer zu wahren.

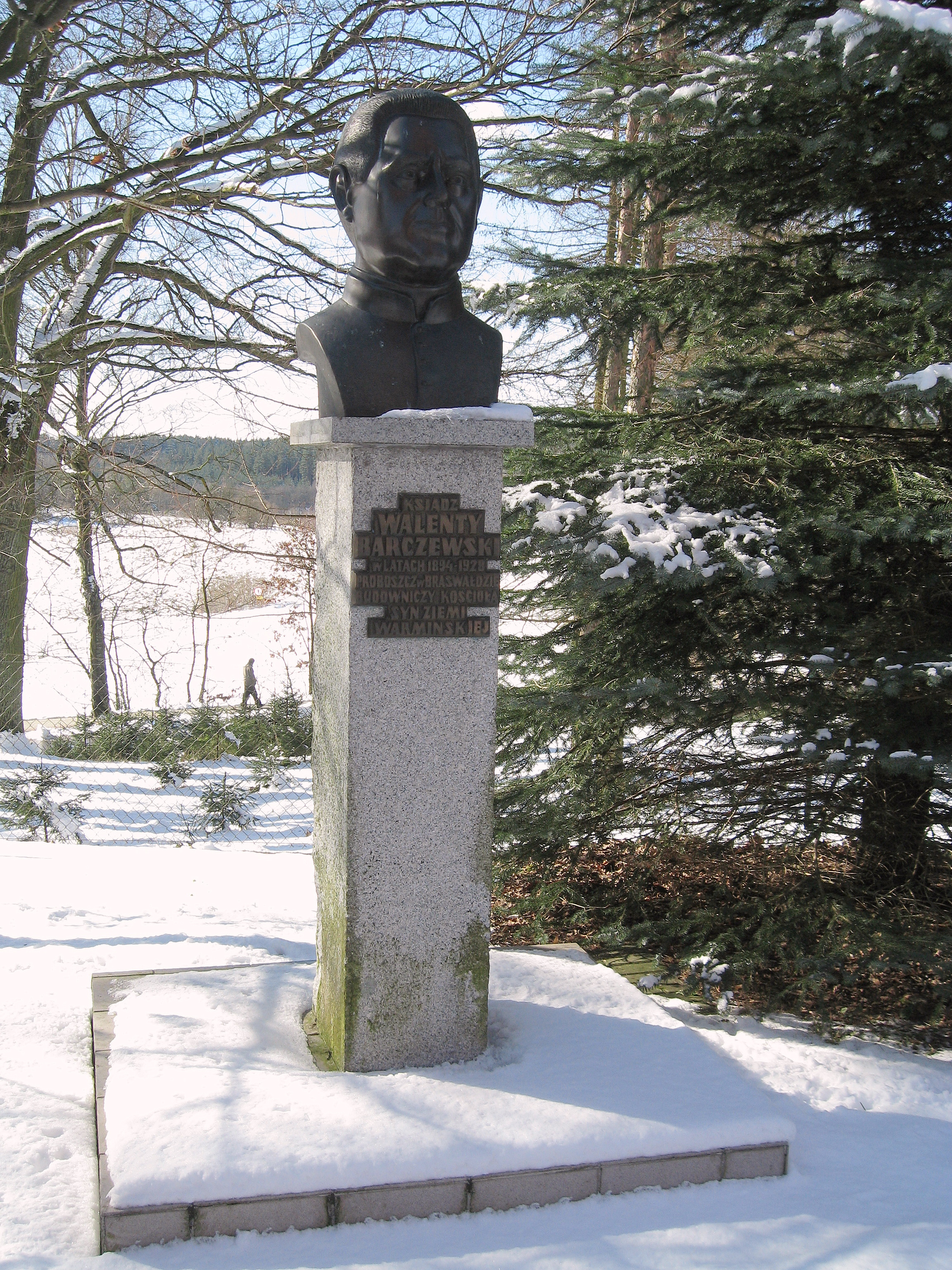
Denkmal von Walenty Barczewski in Brąswałd

## Ehrungen
Er war Ehrenmitglied der Poznańskie Towarzystwo Przyjaciół Nauk  (Gesellschaft der Freunde der Wissenschaften in Posen).
Walenty Barczewski wurde 1922 vom polnischen Staat aus mit dem Kreuz Polonia Restituta (Ritter) ausgezeichnet. Ihm zu Ehren wurde 1946 die Stadt Wartenburg in Barczewo sowie Alt Wartenburg in Barczewko umbenannt. In Brąswałd wurde ein Denkmal aufgestellt und in Olsztyn die Barczewski-Straße (ulica Barczewskiego Walentego) nach ihm benannt.

## Schriften (Auswahl)
- Engelbrot. Andachtsbuch. (Chleb Anielski). A. Laumann, Dülmen 1895.
- Geografia polskiej Warmii. Allenstein 1917 → Neuauflage: Agencja WIT, Olsztyn 2008, ISBN 978-83-89741-82-0. (pdf)
- Kiermasy na Warmji. In: Allensteiner Zeitung (Gazeta Olsztyńska), Allenstein 1923.
- Nowe kościoły katolickie na Mazurach. In: Allensteiner Zeitung (Gazeta Olsztyńska), Allenstein 1925.
- u. a.: Kiermasy na Warmii i inne pisma wybrane. Wydawnictwo Pojezierze, Olsztyn 1997.